# Nerine bowdenii
Nerine bowdenii är en amaryllisväxtart som beskrevs av William Watson. Nerine bowdenii ingår i släktet Nerine och familjen amaryllisväxter. Inga underarter finns listade i Catalogue of Life.

## Bildgalleri

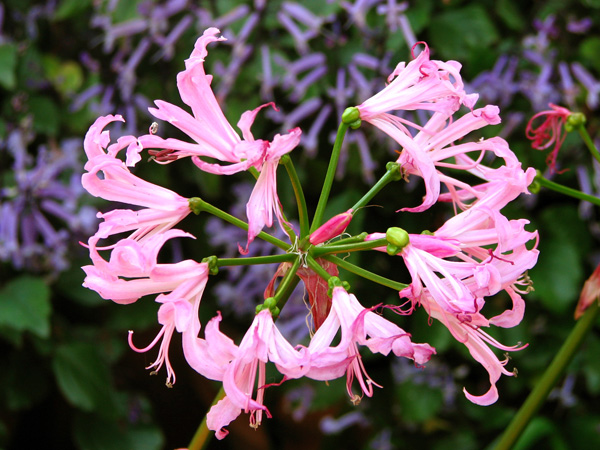
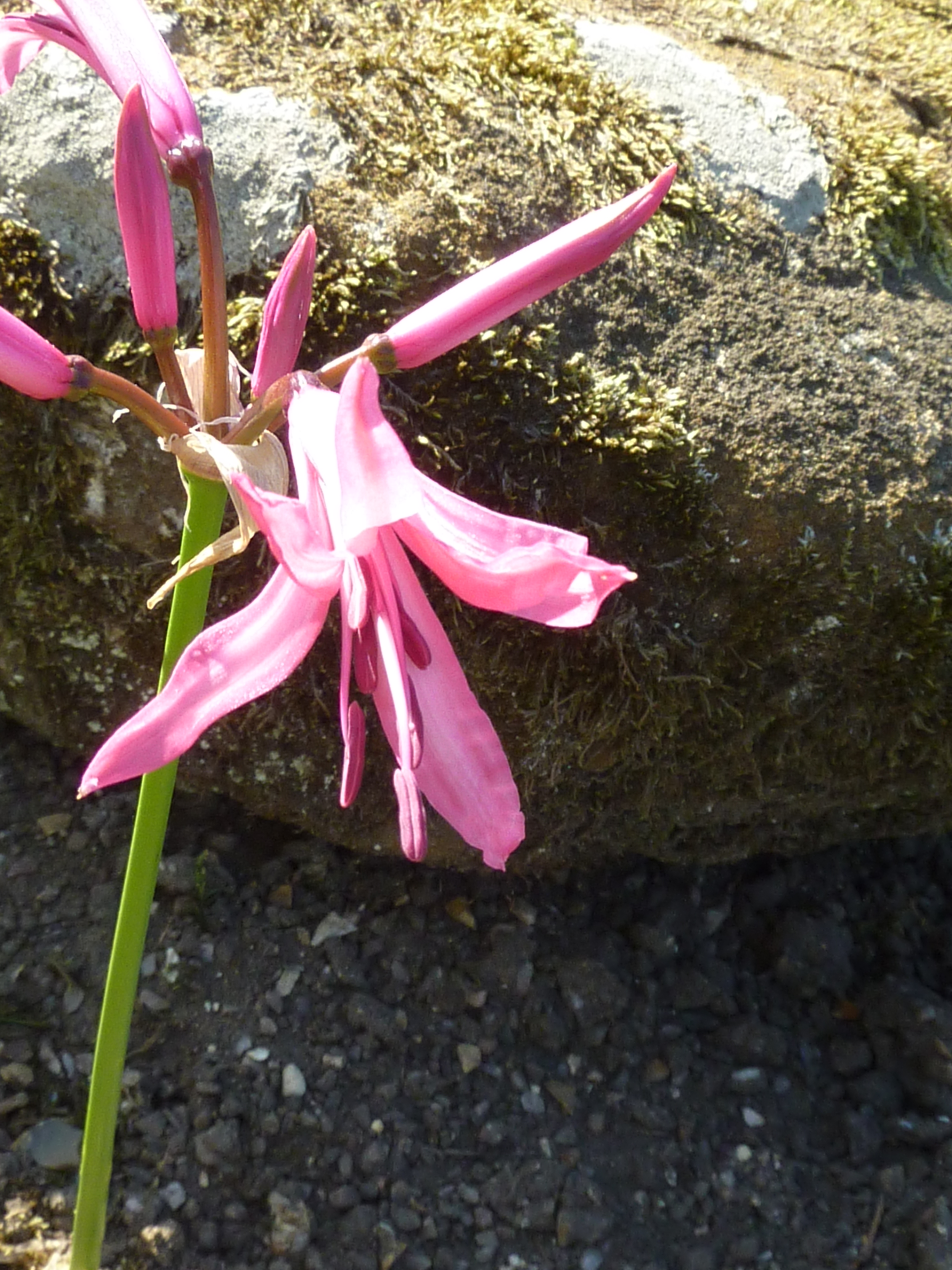
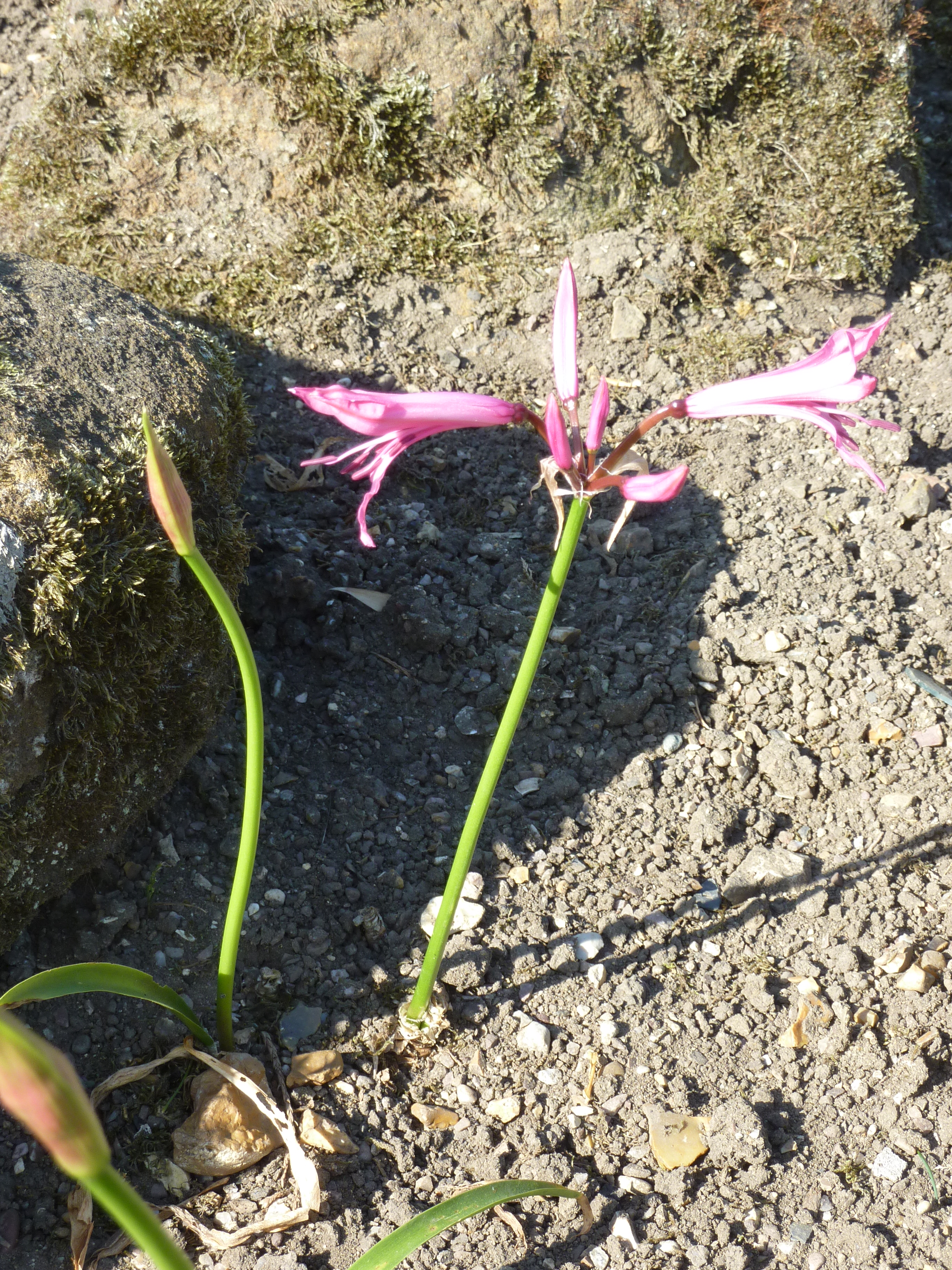
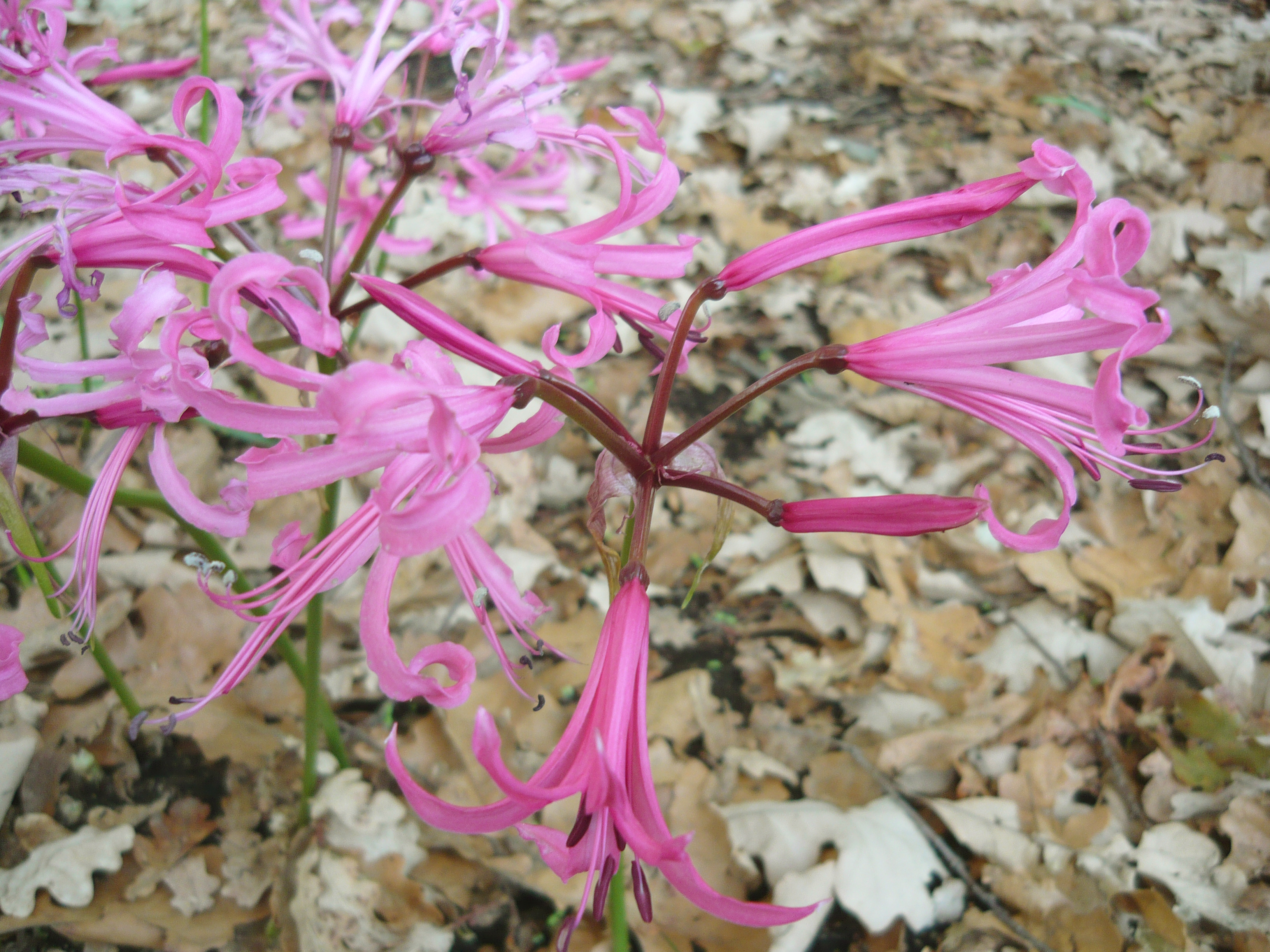